# 65 (число)
Вижте пояснителната страница за други значения на 65.
65 (шестдесет и пет) е естествено, цяло число, следващо 64 и предхождащо 66.
Шестдесет и пет с арабски цифри се записва „65“, а с римски цифри – „LXV“. Числото 65 е съставено от две цифри от позиционните бройни системи – 6 (шест) и 5 (пет).

## Общи сведения
- 65 е нечетно число.
- 65 е атомният номер на елемента тербий.
- 65-ият ден от годината е 6 март.
- 65 е година от Новата ера.